# 라일리 키오
대니엘 라일리 키오(영어: Danielle Riley Keough, 1989년 5월 29일 ~ )는 미국의 배우이다. 가수 리사 마리 프레슬리의 딸이자, 가수 엘비스 프레슬리의 외손녀이다.
키오는 영화 감독 스티븐 소더버그와의 합작들로 가장 유명하며, 《매직 마이크》 (2012), 《로건 럭키》 (2017)등의 영화에 출연한 것과 더불어 소더버그가 자신의 영화를 바탕으로 제작한 드라마 《더 걸프렌드 익스피어리언스》 (2016)의 첫 시즌에도 출연했다. 이 드라마에서 연기한 에스코트로 부업을 하는 법대생 크리스킨 리드 역으로, 골든 글로브상의 미니시리즈 및 텔레비전 영화 부문 여우주연상 후보에 올랐다.
또한 조지 밀러의 《매드 맥스: 분노의 도로》 (2015)에서의 배역과 독립 영화에서의 폭 넓은 활동들로도 알려져있다. 2016년에 앤드리아 아널드의 《아메리칸 허니: 방황하는 별의 노래》에 출연하여, 인디펜던트 스피릿 어워드의 여우조연상 후보에 오르기도 했다.

## 어린 시절
키오는 싱어송라이터 리사 마리 프레슬리와 음악가 대니 키오의 딸로 샌타모니카에서 태어났다. 그녀는 가수이자 배우 엘비스 프레슬리와 사업가 프리실라 프레슬리의 맏손주이다. 그녀는 벤저민 스톰 키오라는 남동생 한 명, 기타리스트 마이클 록우드와 어머니의 네번째 재혼에서 태어난 이부 쌍둥이 여동생 하퍼와 핀리가 있다. 그녀는 크리크족과 체로키족의 혈통을 지니기도 했다.

## 생애
20세의 나이인 2010년에 키오는 1970년대의 여성 락밴드를 배경으로 하는 《런어웨이즈》에 출연하며 영화 데뷔를 했다. 키오는 다코타 패닝이 연기란 밴드의 리드 보컬 체리 커리의 자매인 마리 커리 역을 연기했다. 그 영화는 크리스틴 스튜어트와 테이텀 오닐등도 출연했고 2010년 선댄스 영화제에서 좋은 평가속에 첫상영을 하였다.
2011년 4월, 키오는 올랜도 블룸과 타라지 P. 헨슨과 함께 드라마 영화 《굿 닥터》에 여성 주연으로 출연했다. 키오는 주치의가 존경을 얻기 위해 계속 질병이 생기게 하여 신장염을 앓는 젊은 환자 역할 다이엔 닉슨을 연기했다. 영화는 비평가들로부터 상반된 평가를 받았다.
2010년 5월, 그녀는 연인 역을 연기하는 주노 템플과 함께 출연한 늑대인간 드라마 영화 《잭 앤 다이엔》에 주인공 역을 연기할 올리비아 설비를 대신했다. 촬영은 뉴욕시에서 이뤄졌으며, 2011년 5월 매그놀리아 픽처스가 배급을 하기로 결정했고; 2012년 11월에 개봉했다.
2011년 9월, 키오는 채닝 테이텀, 매슈 매코너헤이, 알렉스 페티퍼와 함께 남성 스트리퍼들의 관한 영화인 스티븐 소더버그의 《매직 마이크》에 참여했다. 키오는 젊은 스트리퍼인 노라 역을 연기했다. 이 영화는 2012년 6월에 개봉했다.
키오는 시에나 밀러, 루크 윌슨, 데이비드 모스와 함께 독립 드라마 영화 《옐로》에 출연했다. 2013년 8월 4일, 오스트렐리아의 패션 브랜드 본즈 (Bonds)는 키오가 "2013년 여름 홍보대사"로 계약했음을 알렸다. 2013년 10월, 키오는 저스틴 팀버레이크의 "TKO"의 뮤직 비디오에 출연하여 팀버레이크를 기절시켜 픽업트럭 뒤에 묶은 후, 사막으로 끌고 가 절벽으로 던져버리는 냉혹한 여자친구 역을 연기했다.
키오는 2014년에 패션 브랜드 미우 미우의 의뢰를 받아 제작된 김소영 감독의 단편 영화 《Spark and Light》에 출연했다. 키오는 매드 맥스 시리즈의 네번째 작품 《매드 맥스: 분노의 도로》에서 조연 역할을 가졌다. 이 영화는 2015년 5월에 개봉하여, 아카데미상에서 작품상을 포함한 여러 부문에 후보로 오르는등의 비평적 호평을 받았다.
2014년 9월 22일, 키오는 스티븐 소더버그의 동명의 영화를 바탕으로한 드라마 《더 걸프렌드 익스피어리언스》 의 주연을 맡게 되었음이 알려졌다. 이 드라마는 13편으로 발표되었고 2016년 4월 10일 스타즈에서 첫 방영을 했다. 《더 걸프렌드 익스피어리언스》에서 그녀의 연기는 극찬의 반응과 비평가들로부터 열광을 받았다. 그녀는 골든글로브상에서 미니시리즈 및 텔레비전 영화 부문 여우주연상 후보에 오르기도 했다.
2016년, 키오는 샤이아 라보프와 함께 앤드리아 아널드의 《아메리칸 허니: 방황하는 별의 노래》에 출연했다. 이 영화는 2016년 칸 영화제의 경쟁작으로 첫 상영되어, 심사위원상을 수상했다. 키오는 그 영화에서의 연기로 극찬을 받았으며, 인디펜던트 스피릿 어워드에서 여우조연상 후보에 지명되었다. 2017년, 그녀는 찰리 맥도웰이 연출한 《디스커버리》에 출연했다. 2017년 1월 20일 선댄스 영화제에서 세계 최초 상영되었고, 넷플릭스를 통해 2017년 3월 31일 공개되었다. 같은 해 여름 그녀는 트레이 에드워드 셜츠가 연출한 스릴러/공포 영화 《잇 컴스 앳 나이트》에 조엘 에저튼과 크리스토퍼 애벗의 상대역으로 출연했다.
2017년 8월에 키오가 제작자 지나 게멜 (Gina Gammell)과 함께 필릭스 쿨파 (Felix Culpa)라고 불리는 제작사를 설립했음이 알려졌다. Sweet Lamb of Heaven: A Novel, the graphic novel Heartthrob, and The Curse of Beauty: The Scandalous & Tragic Life of Audrey Munson, America’s First Supermodel를 포함한 세 개의 소설을 각색할 계획이 되어있다.
그녀는 스티븐 소더버그의 하이스크 코미디 영화 《로건 럭키》에 출연했으며, 저스틴 켈리의 《웰컴 더 스트레인저》에서 애비 리와 케일럽 랜드리 존스의 상대역으로, 제레미 소우네이가 연출하는 《늑대의 어둠》, 라르스 폰 트리어가 연출하는 《살인마 잭의 집》에 출연하였다.

## 사생활
키오는 《매드 맥스: 분노의 도로》 촬영 중에 만난 스턴트맨 벤 스미스 피터슨과 2012년부터 교제를 시작하였고 2014년 8월 14일 키오는 자신들의 약혼식을 알렸다. 이 커플은 2015년 2월 4일 켈리포니아 나파에서 결혼식을 올렸다. 2022년 키오가 라임병을 앓고 있는 이유로 대리모를 통해 딸 투펠로 스톰 벤자민 피터슨을 얻었다.

## 출연 작품

### 영화

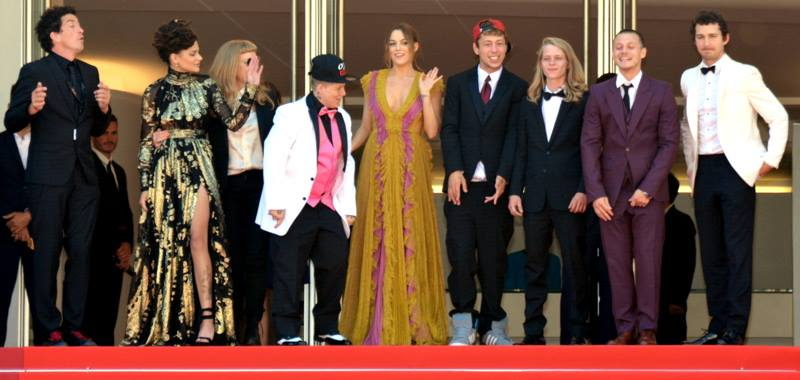
2016년 칸 영화제의 《아메리칸 허니: 방황하는 별의 노래》 프리미어 중 출연진과 연출진과 함께 있는 키오

| 연도 | 제목                              | 배역          | 참고      |
| ---- | --------------------------------- | ------------- | --------- |
| 2010 | 런어웨이즈                        | 마리 커리     |           |
| 2011 | 굿 닥터                           | 다이앤 닉슨   |           |
| 2011 | 잭 앤 다이앤                      | 잭            |           |
| 2012 | 매직 마이크                       | 노라          |           |
| 2012 | 옐로우                            | 어린 아만다   |           |
| 2012 | 키스 오브 뱀파이어                | 앤            |           |
| 2013 | Madame Le Chat                    | 쿠키          | 단편 영화 |
| 2015 | 매드 맥스: 분노의 도로            | 케이퍼블      |           |
| 2015 | 딕시랜드                          | 레이첼        |           |
| 2016 | 러브송                            | 사라          |           |
| 2016 | 아메리칸 허니: 방황하는 별의 노래 | 크리스탈      |           |
| 2017 | 디스커버리                        | 레이시        |           |
| 2017 | 위 돈 빌롱 히어                   | 엘리자 그린   |           |
| 2017 | 잇 컴스 앳 나이트                 | 킴            |           |
| 2017 | 로건 럭키                         | 멜리 로건     |           |
| 2018 | 웰컴 더 스트레인저                | 미스티        |           |
| 2018 | 언더 더 실버레이크                | 사라          |           |
| 2018 | 살인마 잭의 집                    | 심플          |           |
| 2018 | 늑대의 어둠                       | 메도라 슬론   |           |
| 2018 | 패터노                            | 사라          |           |
| 2019 | 별장에서 생긴 일                  | 그레이스      |           |
| 2019 | 지진새                            | 릴리 브리지스 |           |
| 2020 | 악마는 사라지지 않는다            | 샌디 헨더슨   |           |
| 2020 | 졸라                              | 스테파니      |           |
| 2021 | 더 길티                           |               |           |
| 미정 | 제이 켈리                         |               |           |

### 텔레비전
| 연도 | 제목                       | 배역          | 참고                                            |
| ---- | -------------------------- | ------------- | ----------------------------------------------- |
| 2016 | 더 걸프렌드 익스피어리언스 | 크리스틴 리드 | 주연; 13편                                      |
| 2018 | 파테르노                   | 세라 가님     | 텔레비전 영화                                   |
| 2018 | 리버데일                   | 로리 레이크   | 에피소드: "Chapter Forty-Two: The Man in Black" |

### 음악
| 연도 | 제목 | 배역     | 참고        |
| ---- | ---- | -------- | ----------- |
| 2013 | TKO  | 여자친구 | 뮤직 비디오 |